# Robur (Helvetien)
Die römische Festung Robur wurde im Jahre 374 unter Valentinian I. in der Nähe von Basel gebaut. Der zeitgenössische Historiker Ammianus Marcellinus (spätes 4. Jahrhundert) erwähnt sie als “in munimentum aedificanti prope Basiliam, quod appellant accolae Robur” (‚Die Festung wurde in der Nähe von Basel errichtet, welche diejenigen, die in der Nähe leben, Robur nennen‘).
Nach Franz Ludwig Haller war es eine jener Festungen, die zur Beobachtung der Alemannen am gallischen Ufer des Rheins angelegt wurden. Die genaue Lage ist heute nicht mehr bekannt.
Dies hat aber verschiedene Historiker des 19. Jahrhunderts nicht davon abgehalten, über den Ort dieser Festung zu spekulieren. Gemäss Johannes von Müller könnte es der „Wartenberg auf einer der äussersten Vorspitzen des Jura oder der viereckige Turm im Hard am Rhein, wovon 1751 die Trümmer entdeckt worden sind“ gewesen sein. Dies hatte schon Johannes Stumpf vermutet. Für Franz Ludwig Haller wiederum könnte es eine Festung auf dem Wartenberg oder bei  Rheinfelden gewesen sein: «Verschiedene suchen dieses Robur in den Trümmern des alten Schlosses Wartenberg, oberhalb Muttenz bei Basel, Aegidius Tschudi gibt, wiewohl mit noch minderer Wahrscheinlichkeit, den Stein oder die Burg zu Rheinfelden für das eigentliche Robur an.»
Eine alternative Interpretation, die auch vorgeschlagen wurde, lautet, dass Ammianus Marcellinus falsch verstanden wurde, indem Robur nicht der Name der Festung sei, sondern der alte, ursprünglich keltische Name der Stadt Basel, die dann den römischen Namen Basilia erhielt. Auch für Franz Ludwig Haller war dies die wahrscheinlichste Erklärung: «Am zuverlässigsten ist wohl die von Christian Wurstisen und Christoph Iselin begünstigte Meinung, dass diese Römische Festung auf der Stelle des grossen Münsters zu Basel selbst angelegt worden sei.» Damit würden Robur und Basel denselben Ort beschreiben.